# Porsche 2708
De Porsche 2708, op 3 februari 1987 voorgesteld aan de pers in de wit-groene kleur door Porsche en Quakerstate oil. De wagen is ontwikkeld voor de CART series, de Amerikaanse Formule 1.

## Geschiedenis

### 1987
Porsche deed in de laatste drie races van het seizoen 1987 al mee als test om dan goed voorbereid te kunnen starten aan het seizoen 1988.

### 1988
Porsche bleek nog niet goed voorbereid te zijn, in vele races viel de wagen uit, wat teleurstellende resultaten opleverde. Toen het einde van het seizoen naderde begon het wat beter te gaan, maar een podiumplaats behalen lukte nog steeds niet.

### 1989
In het seizoen van 1989 behaalde Porsche zijn eerste en enige overwinning in de CART series op de mid-ohio Sports Car Course. Hierna werd er steeds minder en minder aandacht besteed aan het "indyproject" van Porsche omdat de focus nu op de Formule 1 lag.